# 金沢博範
金沢 博範（かなざわ ひろのり、1950年（昭和25年） - ）は、福岡県出身の防衛官僚。第2代防衛省装備施設本部長、第29代防衛事務次官。

## 人物像
防衛局運用課長、長官官房文書課長など主要ポストを歴任したが、2002年6月、情報公開請求者のリスト作成問題への対応に不手際があったため（海幕3等海佐開示請求者リスト事案）、当時の防衛庁長官中谷元により技本総務部長へ、その後守屋事務次官下で報道官、防衛政策局次長、防衛政策局長と昇進したが、防衛装備品調達をめぐる汚職（山田洋行事件）でも起訴され、実刑が確定した守屋武昌元事務次官に近かったことから、防衛政策局長就任から4ヶ月後の2008年1月、当時の防衛相石破茂により装備施設本部長にそれぞれ更迭されたが、その後浜田靖一、北澤俊美大臣の下で大臣官房長を経て事務方の頂点である事務次官に就任した。2013年3月国会会期中にもかかわらず辞職となった。

## 略歴
- 東京都立日比谷高等学校卒業
- 国家公務員上級職試験（甲種・法律）合格
- 1977年3月：東京大学法学部卒業
  - 4月：防衛庁入庁。長官官房総務課
- 1977年5月：防衛局防衛課
- 1978年4月：長官官房総務課
- 1980年6月：外務省条約局法規課
- 1982年5月：防衛局調査第2課総括・分析班部員
- 1985年1月：防衛局防衛課年度班部員
- 1987年4月：長官官房総務課部員
- 1988年6月：在アメリカ合衆国日本国大使館一等書記官
- 1991年6月：長官官房総務課部員
- 1991年7月：装備局管理課部員
- 1992年8月：長官官房企画官 (兼)装備局管理課
- 1993年7月：調達実施本部輸入課長
- 1994年7月：防衛施設庁施設部施設取得二課長
- 1995年6月：防衛局運用課長
- 1996年7月：防衛局計画課長
- 1998年6月：防衛施設庁総務部総務課長
- 1999年7月：長官官房広報課長
- 2000年6月：長官官房総務課長
- 2001年1月：長官官房文書課長
- 2002年6月：技術研究本部総務部長
- 2003年7月：広島防衛施設局長
- 2005年4月：防衛庁報道官
- 2006年1月：防衛局次長
- 2006年7月：防衛政策局次長（組織再編）
- 2007年1月：防衛省防衛政策局次長
- 2007年9月：防衛省防衛政策局長
- 2008年1月：装備施設本部長
- 2009年8月：防衛省大臣官房長
- 2012年1月：防衛事務次官
- 2013年

3月31日：退官。
4月9日：防衛省顧問
11月1日：株式会社みずほ銀行顧問
- 2014年

4月21日：免 防衛省顧問
- 2020年11月：瑞宝重光章受章[9]